# Czech Journal of Animal Science
Czech Journal of Animal Science (ook Živočišná výroba) is een Tsjechisch, aan collegiale toetsing onderworpen wetenschappelijk tijdschrift op het gebied van de veeteelt.
De naam wordt in literatuurverwijzingen meestal afgekort tot Czech J. Anim. Sci.
Het tijdschrift verschijnt maandelijks.